# احمد بوعبید
احمد بوعبید (عربی: أحمد بو عبيد؛ زادهٔ ۶ نوامبر ۱۹۸۴) یک ورزشکار اهل عربستان سعودی است.
از باشگاه‌هایی که در آن بازی کرده‌است می‌توان به باشگاه فوتبال الاتحاد اشاره کرد.